# ناتلاندیا
ناتلاندیا(نام علمی: Natlandia) نام یک سرده از شاخه طنابداران است.